# Buzz Lightyear da Comando Stellare - Si parte!
Buzz Lightyear da Comando Stellare - Si parte! (Buzz Lightyear of Star Command: The Adventure Begins) è un film d'animazione direct-to-video del 2000 prodotto da Walt Disney Television Animation e Pixar Animation Studios come episodio pilota per la serie Buzz Lightyear da Comando Stellare. Costituisce un midquel della serie di Toy Story e uno spin-off che presenta il franchise fittizio di Buzz Lightyear a cui appartiene il giocattolo omonimo di Toy Story.

## Trama
Woody e la sua gang fanno dei piccoli scherzi a Rex, il quale attende impazientemente che venga inserita una videocassetta nel registratore, arrivata a casa di Andy, per poter vedere, tutti insieme, un'avventura spaziale del vero Buzz Lightyear.
Così inizia il film sul ranger di Toy Story. Buzz Lightyear è uno Space Ranger al servizio del Comando Stellare, un'organizzazione paramilitare che mantiene l'ordine nell'Alleanza Galattica, da sempre minacciata dall'invasione del malvagio imperatore Zurg, che domina sul Pianeta Z.
Lightyear e il socio Warp Darkmatter vengono inviati in missione su un planetoide a ricercare tre Little Green Man (LGM) scomparsi. Ma altri tre LGM, all'insaputa dei due ranger, li seguono di nascosto per cercare di salvare i dispersi che, come Lightyear sospettava, erano stati catturati da Zurg: questo li sta torturando per ottenere informazioni sul segreto del loro Legame Mentale, un potere della razza degli LGM attraverso cui essi riescono a stare in contatto tutti insieme.
Buzz e Warp vengono poi sorpresi da un mostro mutante a nido di vipere che vive sul planetoide e salvano i tre clandestini da questo. Il mostro tiene nascosta una base segreta di Zurg dove egli tiene prigionieri i tre LGM scomparsi, la cui presenza perciò gli LGM infiltratisi percepivano. I Ranger si infiltrano nella base, salvano i dispersi, ma Zurg attiva una sequenza di autodistruzione del planetoide: Buzz e gli LGM si salvano, mentre Warp sacrifica la sua vita e fa scappare Buzz, il quale, scosso per la morte del suo compagno, deciderà di lavorare da solo.
Più tardi, al Comando Stellare, il comandante Nebula decide che la giovane ranger Mira Nova, principessa del pianeta Tangea, diventi il nuovo socio di Buzz, che rifiuta per non mettere la cadetta in pericolo. In compenso incoraggia l'entusiasta custode Booster a continuare a studiare per gli esami di ammissione per diventare Ranger. Anche gli LGM vogliono che Buzz abbia un nuovo socio, perciò creano un robot ranger al quale danno nome XR: Buzz e Nebula dubitano però delle capacità di un robot rispetto a un ranger vero e proprio.
Zurg intanto, dal pianeta Z capitale del suo impero acquisisce informazioni sull'Unimente, un globo mistico che consente agli LGM il Legame Mentale, e manda il proprio nuovo luogotenente, l'Agente Z, ad attaccarlo per rubare il globo: intervengono Buzz e XR, quest'ultimo però finisce distrutto dall'agente Z che riesce a portar via l'Unimente. Mentre gli LGM riescono a ricostruire XR, sia Buzz che Mira Nova vorrebbero reagire prendendo il prototipo di un'astronave monoposto, l'Alfa Uno, per andare a riprendere l'Unimente e sabotare il lavoro di Zurg: ma Nebula cassa la proposta in favore di un attacco massiccio al tiranno, essendo l'Alfa Uno ancora in fase sperimentale e tacciando i due novelli soci di esibizionismo.
Intanto Zurg sottopone l'Unimente al suo malvagio potere e tramite un raggio che egli chiama Zurgotronico, rende schiavi tutti i pianeti che vengono colpiti da esso, incluso il Comando Stellare influenzando quindi anche tutti i Ranger. Unici fuori dalla traiettoria del raggio, in quanto non su un pianeta ma su una nave ancora in viaggio nello spazio, sono Mira, che aveva preso l'Alfa Uno intendeva mettere in atto il suo piano, Buzz che intendeva fare lo stesso e l'ha inseguita in incrociatore con l'ordine di fermarla, XR e Booster che si erano infiltrati nell'incrociatore di Buzz per divertimento. Al ritorno al Comando, Buzz e i tre alleati scoprono il tutto e riprendono la nave per portare battaglia a Zurg: gli agenti del Comando Stellare installano una bomba sull'astronave di Buzz, ma i quattro fuggitivi riescono a nascondersi nell'Alfa Uno appena in tempo e a far credere a Zurg di essere morti.
I quattro giungono sul pianeta Z, e atterrano tramite un dispositivo di emergenza sull'acqua che Booster attiva per errore. Buzz rimanda indietro i compagni, per affrontare Zurg da solo, nonostante le loro proteste, ma è catturato da Zurg e dall'Agente Z, che rivelerà in realtà di essere Warp: l'esplosione del planetoide in cui si trovavano nell'ultima missione insieme era finta, provocata dai fuochi d'artificio di Zurg; Warp, infatti, sin dai tempi dell'accademia militare ha lavorato per Zurg di nascosto, quindi ha finto di morire sul planetoide e lavora per il despota a tempo pieno da quando ha riferito il segreto dell'Unimente. Piano di Zurg ora è sottoporre anche Buzz al raggio Zurgotronico, per servirsi delle capacità della propria nemesi. Buzz, sbalordito dalla vicenda e indignato per la falsità dell'ex socio, finge di registrare la situazione come un rapporto di missione, mentre in realtà chiama in aiuto Mira, XR e Booster. I tre, dopo un lungo scontro, salvano Buzz, riportano l'Unimente alla precedente condizione di bontà, invertendo lo stato al quale l'aveva costretta Zurg, e riescono ad arrestare Warp. Buzz, che adesso accetta di lavorare insieme, Mira, XR e Booster vengono nominati eroi e formano così la grande squadra Lightyear.

## Edizione home video
Il film è stato distribuito in VHS e DVD negli Stati Uniti d'America l'8 agosto 2000 e in Italia il 12 aprile 2001.

## Doppiaggio
Rispetto alla serie animata, in questo film viene ridata a Buzz Lightyear la stessa voce italiana che ha avuto nei film di Toy Story, ovvero quella di Massimo Dapporto. Nella serie animata il personaggio ha la voce di Stefano Mondini.
| Personaggio                | Doppiatore originale                                         | Doppiatore italiano |
| -------------------------- | ------------------------------------------------------------ | ------------------- |
| Buzz Lightyear             | Tim Allen (ed. originale) Patrick Warburton (ed. televisiva) | Massimo Dapporto    |
| Mira Nova                  | Nicole Sullivan                                              | Laura Lenghi        |
| XR                         | Larry Miller                                                 | Oreste Baldini      |
| Booster Munchapper         | Stephen Furst                                                | Corrado Conforti    |
| Comandante Zeb Nebula      | Adam Carolla                                                 | Carlo Valli         |
| Imperatore Zurg            | Wayne Knight                                                 | Michele Kalamera    |
| Warp Darkmatter / Agente Z | Diedrich Bader                                               | Saverio Indrio      |
| LGM                        | Patrick Warburton                                            | Carlo Cosolo        |
| Space ranger               | Kevin Michael Richardson                                     | Gaetano Lizzio      |
| Cerebroguscio 29           | Charles Kimbrough                                            | Francesco Meoni     |
| Tecnico                    | Cindy Warden                                                 | Cristina Giachero   |
| Voce computer              | Cindy Warden                                                 | Cristina Giachero   |
| Larve                      | Frank Welker                                                 | Alessandro Ballico  |
| Uomo rimoziano             | Frank Welker                                                 | Michele Kalamera    |
| Cadetto Flarn              | Frank Welker                                                 | Mirko Mazzanti      |
| Ranger #1                  | Frank Welker                                                 | Mirko Mazzanti      |
| Voce autodistruzione       | Frank Welker                                                 | Cristina Giachero   |
| Cerebroguscio 13           | Sean Hayes                                                   | Luigi Ferraro       |
| Donna rimoziana            | Jennifer Bailey                                              | Raffaella Castelli  |
| Sceriffo Woody             | Jim Hanks                                                    | Fabrizio Frizzi     |
| Rex                        | Wallace Shawn                                                | Carlo Valli         |
| Hamm                       | Andrew Stanton                                               | Renato Cecchetto    |
| Sergente                   | R. Lee Ermey                                                 | Andrea Ward         |
| Wheezy                     | Joe Ranft                                                    | Mino Caprio         |